# Saint-Malo-de-la-Lande
Saint-Malo-de-la-Lande is een gemeente in het Franse departement Manche (regio Normandië) en telt 304 inwoners (1999). De plaats maakt deel uit van het arrondissement Coutances.

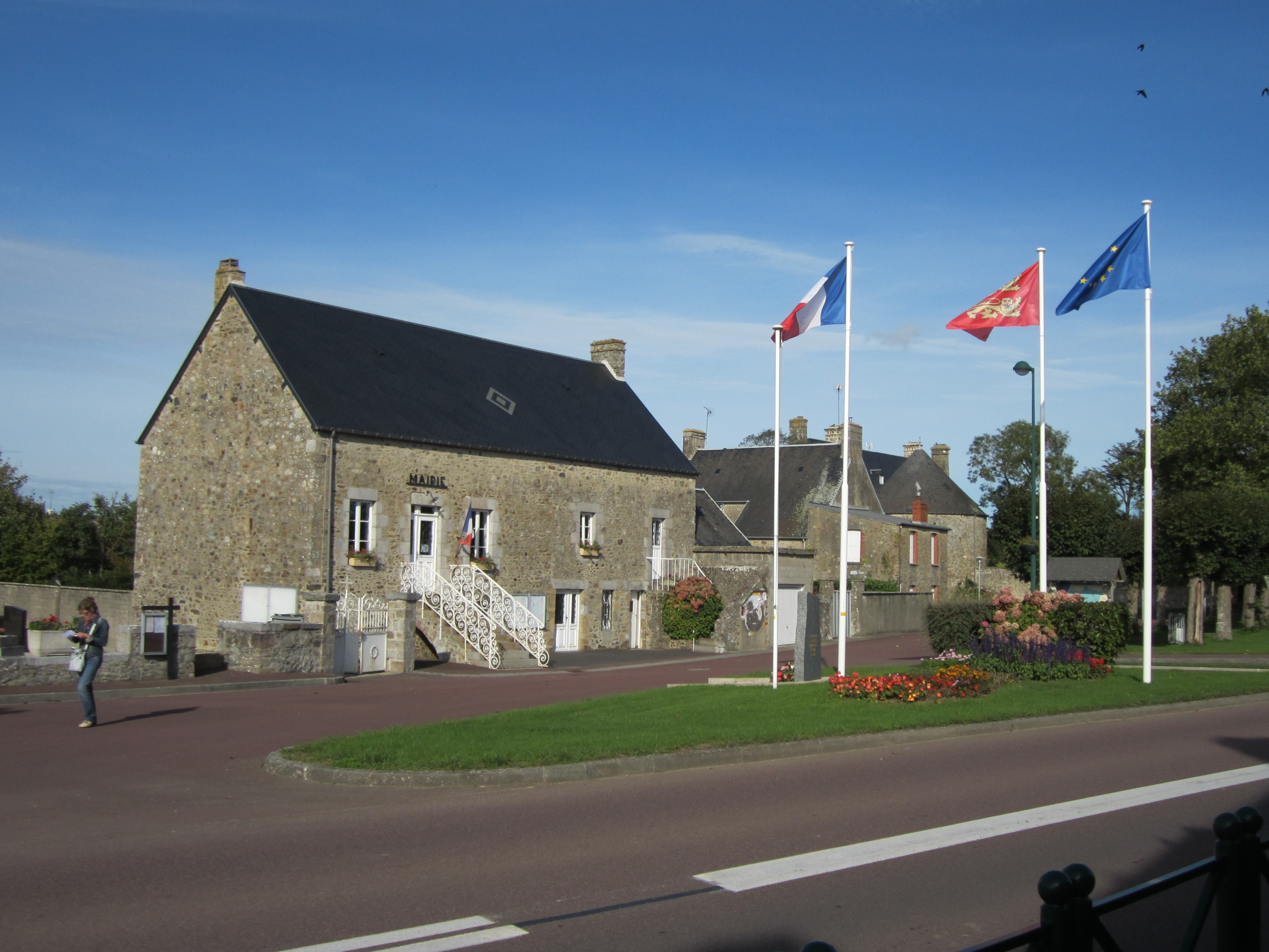
Gemeentehuis
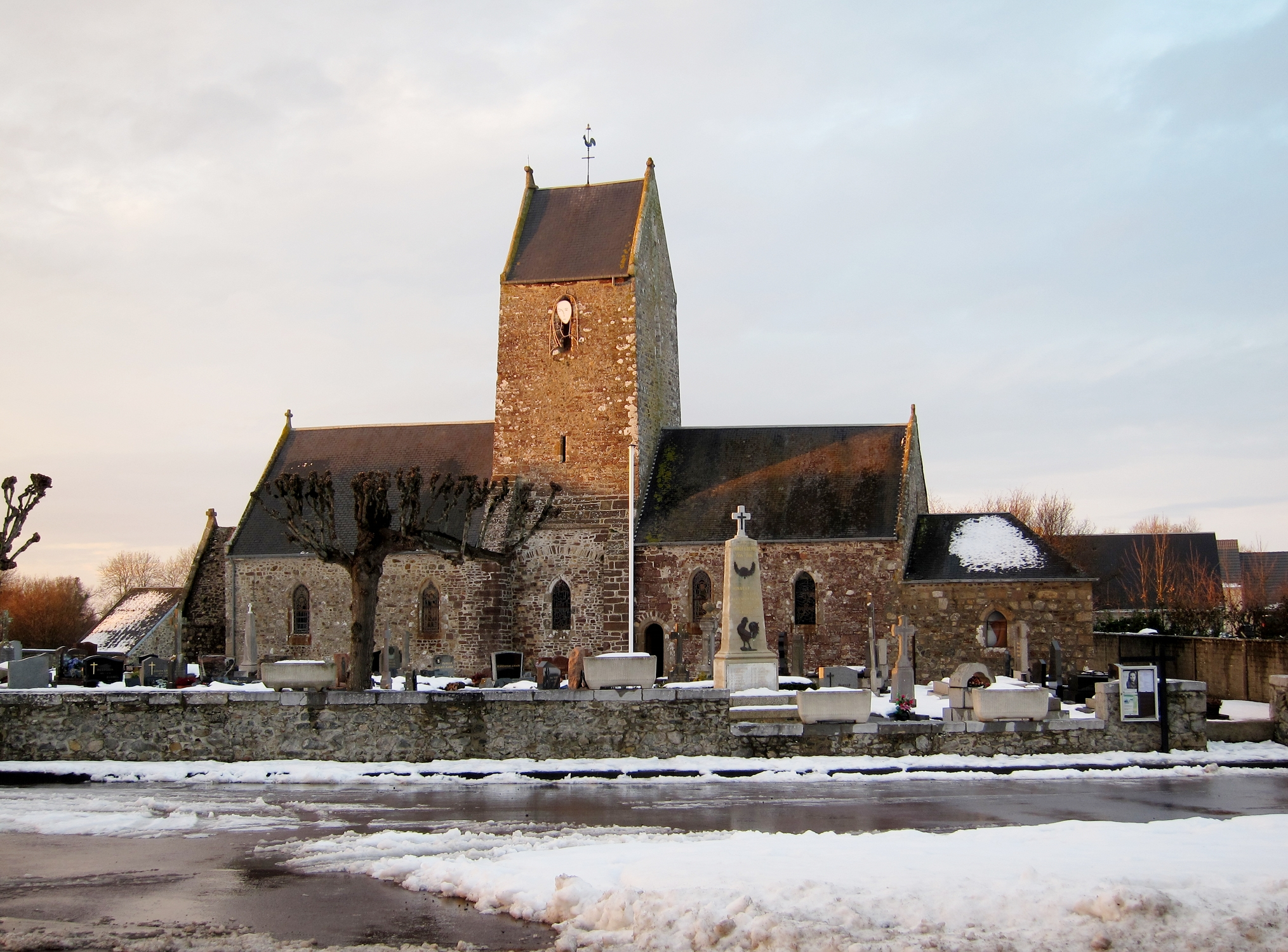
Kerk van Saint-Malo-de-la-Lande

## Geografie
De oppervlakte van Saint-Malo-de-la-Lande bedraagt 4,0 km², de bevolkingsdichtheid is 76,0 inwoners per km². De gemeente ligt in het zuiden van het schiereiland Cotentin.
De onderstaande kaart toont de ligging van Saint-Malo-de-la-Lande met de belangrijkste infrastructuur en aangrenzende gemeenten.

## Demografie
Onderstaande figuur toont het verloop van het inwonertal (bron: INSEE-tellingen).